# Ліпянка (Мазовецьке воєводство)
Ліпянка (пол. Lipianka) — село в Польщі, у гміні Ґоворово Остроленцького повіту Мазовецького воєводства.
Населення — 311 осіб (2011).
У 1975-1998 роках село належало до Остроленцького воєводства.

## Демографія
Демографічна структура станом на 31 березня 2011 року:
|          | Загалом | Допрацездатний вік | Працездатний вік | Постпрацездатний вік |
| -------- | ------- | ------------------ | ---------------- | -------------------- |
| Чоловіки | 158     | 42                 | 100              | 16                   |
| Жінки    | 153     | 35                 | 82               | 36                   |
| Разом    | 311     | 77                 | 182              | 52                   |